# Witwe-von-Sarepta-Brunnen

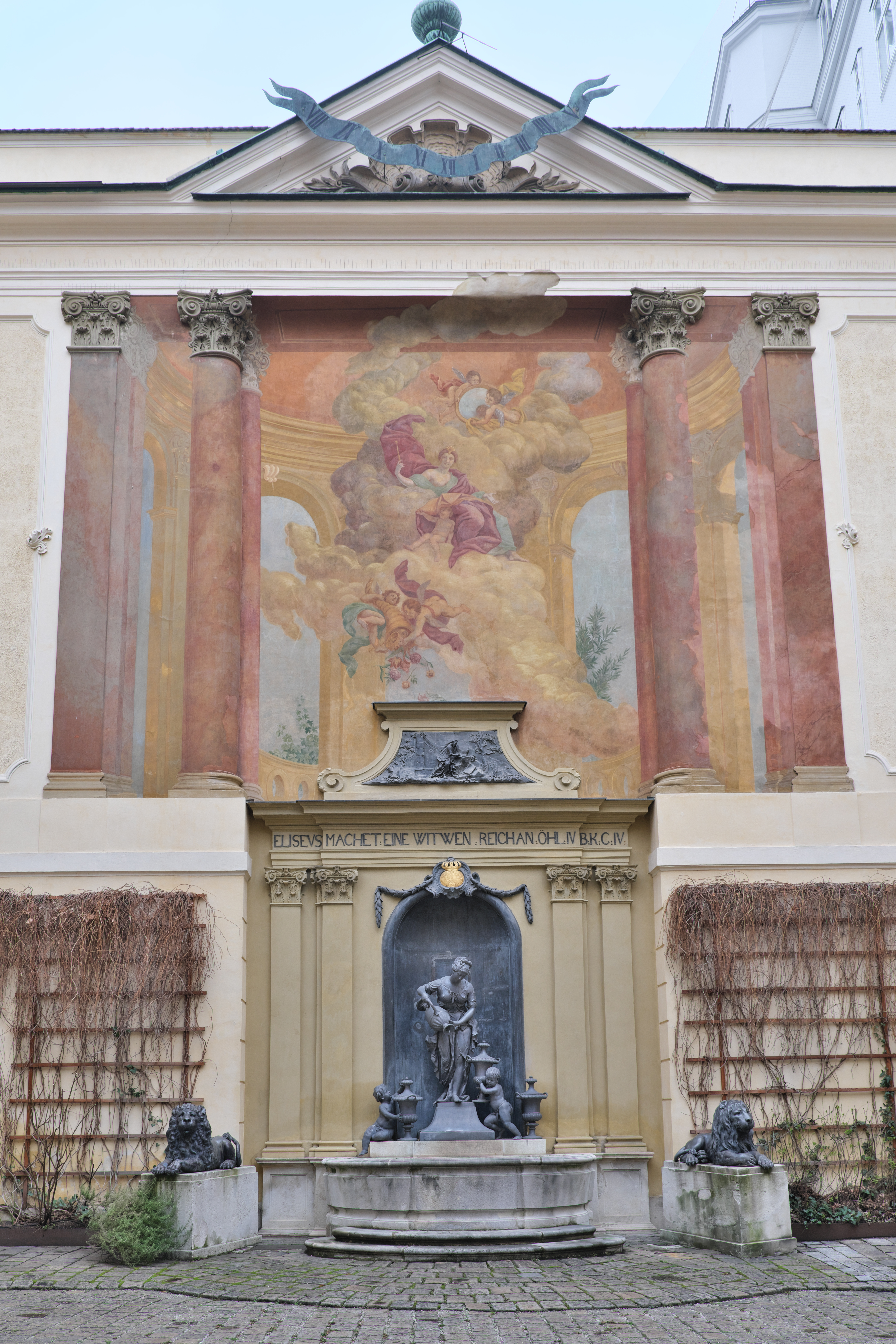
Wien Innere Stadt Savoysches Damenstift Brunnen 879.jpg

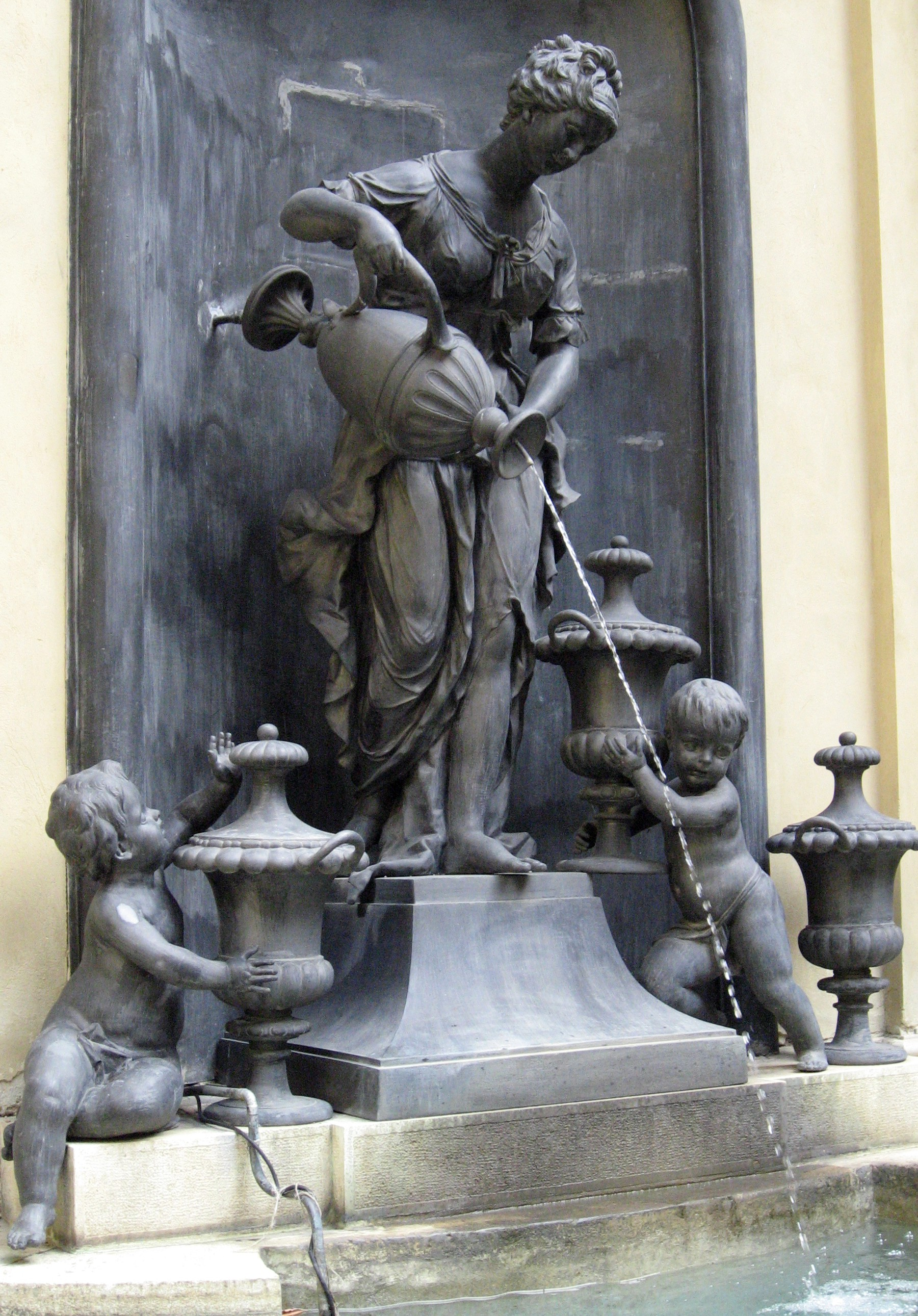
Witwe-von-Sarepta-Brunnen, Figurengruppe

Der Witwe-von-Sarepta-Brunnen ist ein Brunnen im 1. Wiener Gemeindebezirk Innere Stadt.

## Geschichte
Der Brunnen im Hof des ehemaligen Savoyenschen Damenstifts (auch bekannt als Palais Savoyen-Carignan) wurde von 1769 bis 1770 errichtet. Die Wandmalerei über dem Brunnen wurde im Jahre 1900 angebracht. 1987 wurde die Frauenfigur in das Stadtpalais Liechtenstein verlegt und für den Brunnen eine Kopie angefertigt. Das Palais des ehemaligen Damenstifts befindet sich ebenfalls im Besitz der Fürstenfamilie von Liechtenstein.

## Gestaltung
In der Nische des Wandbrunnens befindet sich eine Figurengruppe, die von Franz Xaver Messerschmidt und Johann Martin Fischer geschaffen wurde (Die Kopie der „Witwe“ wurde 1987 von Alfred Zöttl gegossen). Die Frauenfigur hält einen wasserspeienden Krug, während zwei Knaben zu ihren Füßen weitere Gefäße halten bzw. bringen. Der Brunnen wird zu beiden Seiten von auf Sockeln ruhenden Löwenfiguren flankiert, die ebenfalls von Messerschmidt und Fischer stammen. Über dem Brunnen befindet sich die Inschrift „Eliseus machet eine Witwen reich an Öhl IV B K C IV“, ein auf die biblische Witwe von Sarepta bezogener Hinweis auf das 1. Buch der Könige des Alten Testaments. Auf einem kleinen Relief über der Inschrift ist der Prophet Elija zu sehen.